# شیدا خلیق
شیدا خلیق (زادهٔ ۵ خرداد ۱۳۷۲) بازیگر ایرانی است. او بازیگری را به‌طور حرفه‌ای در سال ۱۳۸۸ با فیلم یه حبه قند آغاز کرد.

## زندگی شخصی
شیدا خلیق در ۵ خرداد ۱۳۷۲ در تهران به دنیا آمد. او دختر بازیگر ناهید مسلمی است و از ۶ سالگی با مادرش روی صحنه تئاتر بود و گاهی نقش‌هایی را در خانه با یکدیگر تمرین می‌کردند.
خلیق در ۲۷ اردیبهشت ۱۴۰۳ تصویری از ازدواج خود با کیوان ساکت اف را منتشر کرد و با همدیگر در برنامه مافیا زودیاک حضور پیدا کردند.

## فیلم‌شناسی

### سریال[۴]
- همه چیز آنجاست (شهرام شاه حسینی - ۱۳۹۳)
- زعفرانی (حامد محمدی - ۱۳۹۴)
- چرخ فلک (عزیزالله حمیدنژاد، احسان عبدی‌پور، بهرام عظیم‌پور - ۱۳۹۵)
- هیئت مدیره (مازیار میری - ۱۳۹۶)
- گلشیفته (بهروز شعیبی - ۱۳۹۶)
- زوج یا فرد (علیرضا نجف زاده - ۱۳۹۷)
- هم‌سایه (محمد حسین غضنفری - ۱۴۰۰)
- مترجم (بهرام توکلی - ۱۴۰۱)

### سینمایی[۵]
- دختران (قاسم جعفری – ۱۳۸۸)
- یه حبه قند (رضا میرکریمی – ۱۳۸۹)
- بوسیدن روی ماه (همایون اسعدیان – ۱۳۹۰)
- چند روز بیشتر (پریسا گرگین- ۱۳۹۲)
- چهل و هفت (احمد اطراقچی ۱۳۹۶)
- هفت و نیم (نوید محمودی- ۱۳۹۷)
- کمیکال (اشکان مستی- ۱۳۹۷)
- هرماس (مهدی صاحبی- ۱۴۰۰)
- آخرین تولد (نوید محمودی- ۱۴۰۰)
- گنجشک (سهیل کریمی- ۱۴۰۰)

### تله فیلم[۶][۷]
- چند روز بیشتر (پریسا گرگین – ۱۳۹۲)
- دو ماجرا برای یک ازدواج (شهرام شاه حسینی –۱۳۹۳)
- روشویی – (جابر رمضانی – ۱۳۹۳)

### تئاتر[۸]
- نمایش زائر (حمید امجد)
- نمایش تبارشناسی دروغ و تنهایی (سجاد افشاریان)
- نمایش ماضی استمراری (ندا هنگامی)
- نمایش خانه ایران (آشا محرابی)
- نمایش مهاجران (مهرداد خامنه ای -۱۳۹۲)
- نمایش بهار و آدم‌برفی (ناصر کامکاری – ۱۳۹۳)
- نمایش پاییز (نادر برهانی مرند – *۱۳۹۳)
- نمایش نگاهمان می‌کنند (محمدرضا اصلی – ۱۳۹۴)
- نمایش شب شک (بازیگر مهمان) (امیرحسین بریمانی– ۱۴۰۱)

### نمایش خانگی
| سال  | نام                | کارگردان        |
| ---- | ------------------ | --------------- |
| ۱۳۹۶ | گلشیفته            | بهروز شعیبی     |
| ۱۴۰۲ | شب‌های مافیا:زودیاک | محمدرضا رضاییان |
| ۱۴۰۳ | داریوش             | هادی حجازی فر   |